# Midnight's Children
Midnight's Children (Brasil: Os Filhos da Meia-Noite ) é um filme de drama coproduzido por Canadá e Reino Unido, dirigido por Deepa Mehta e lançado em 2012.